# Gyalideopsis mexicana
Gyalideopsis mexicana är en lavart som beskrevs av Tretiach, Giralt & Vezda. Gyalideopsis mexicana ingår i släktet Gyalideopsis och familjen Gomphillaceae.   Inga underarter finns listade i Catalogue of Life.